# Feledés (film)
A Feledés (eredeti cím:Oblivion) 2013-ban bemutatott sci-fi thiller Tom Cruise főszereplésével.

## Cselekmény
Jack Harper az egyike a Földön maradt embereknek, miután az idegenek inváziója teljesen elpusztította a Föld bolygót. Jack robotszerelőként dolgozik, feladata a meghibásodott drónok javítása, amelyek az ellenség maradékát, az úgynevezett „dögevőket” irtják. Egyik küldetése alatt egy lezuhant földi eredetű űrhajót talál néhány hibernált emberrel. A helyszínre érkező drónok elpusztítják a túlélőket, Jacknek csak egy nőt sikerül megmentenie. Jacket és a túlélő nőt elrabolják a „dögevők”, akikről kiderül, hogy valójában túlélő emberek kis csoportjai, a drónok pedig a Tet-nek nevezett idegen mesterséges intelligencia gyilkológépei, amely megtámadta a Földet és a vele szemben vívott háború során az javarészt lakhatatlanná vált. Jack segít az embereknek túljárni a drónok eszén és elpusztítani a Tet anyaűrhajóját.

## Szereplők
| Szerep                                       | Színész               | Magyar hangja (1. szinkron, 2013) |
| -------------------------------------------- | --------------------- | --------------------------------- |
| Jack Harper parancsnok                       | Tom Cruise            | Rékasi Károly                     |
| Malcolm Beech, túlélők vezetője a Földön     | Morgan Freeman        | Reviczky Gábor                    |
| Julia Rusakova Harper, Jack egykori felesége | Olha Kurilenko        | Pikali Gerda                      |
| Victoria „Vika” Olsen, kommunikációs tiszt   | Andrea Riseborough    | Pálfi Kata                        |
| Sykes őrmester                               | Nikolaj Coster-Waldau | Zöld Csaba                        |
| Sally, Jack és Victoria felettese            | Melissa Leo           | Nyakó Júlia                       |
| Kara                                         | Zoë Bell              | N/A                               |

További magyar hangok: Andrássy Máté, Bánfalvi Eszter, Béli Ádám, Csépai Eszter, Czifra Krisztina, Friedenthal Zoltán, Koller Virág, Mohácsi Nóra

## Kulturális utalások
A Jack Harper által olvasott könyv, melyből egy bizonyos Horáciuszt idéz a film záró jelenetében a Tet mesterséges intelligencia Sally-nek nevezett alakjának, valójában az 1842-ben Lays of Ancient Rome („Az ókori Róma énekei”) címen kiadott angol nyelvű elbeszélő költemény, melyet Thomas Babington Macaulay szerkesztett. Ebben négy fejezet található, az első viseli Horatius nevét. Horatius Cocles („félszemű Horáciusz”) a korai Római Köztársaság egyik fiatal, római nemesi származású tisztje volt, aki a Tiberis folyó felett álló Sublicius-hidat (Pons Sublicius) védelmezte harmadmagával a Rómát támadó etruszk csapatokkal szemben, miközben a római utászok a hidat elbontották, hogy a támadók átjutását meggátolják.
A Jack-klónok repülőgépeinek alapjául a Bell 47-es helikoptertípusa szolgált.